# Бакстер, Джеймс
Джеймс Бакстер (англ. James Baxter; 8 июня 1870, Рок Ферри — 4 июля 1940) — британский яхтсмен, серебряный призёр летних Олимпийских игр 1908 года.
На Играх 1908 года в Лондоне Хьюз соревновался в классе 12 м. Его команда дважды приходила к финишу второй, заняв в итоге второе место.